# Hobscheid
Hobscheid (luxemburgiska: Habscht) är en kommun och en stad i västra Luxemburg. Kommunen ligger i kantonen Capellen. Den hade år 2017, 3 518 invånare. Arean är 17,6 kvadratkilometer.
Hobscheid gränsar till Beckerich, Saeul, Septfontaines, Koerich, Steinfort och Arlon.